# Cuthbert Collingwood
Cuthbert Collingwood, 1º Barão de Collingwood (Newcastle upon Tyne, 26 de setembro de 1748 — Mahón, 7 de março de 1810), foi um almirante da Marinha Real Britânica. Notabilizou-se por ter participado na Batalha de Trafalgar, no comando do navio de linha de 1ª categoria Royal Sovereign. Participou com Horatio Nelson nas Guerras Napoleónicas, substituindo-o em várias ocasiões no comando.